# Christoffel Pierson

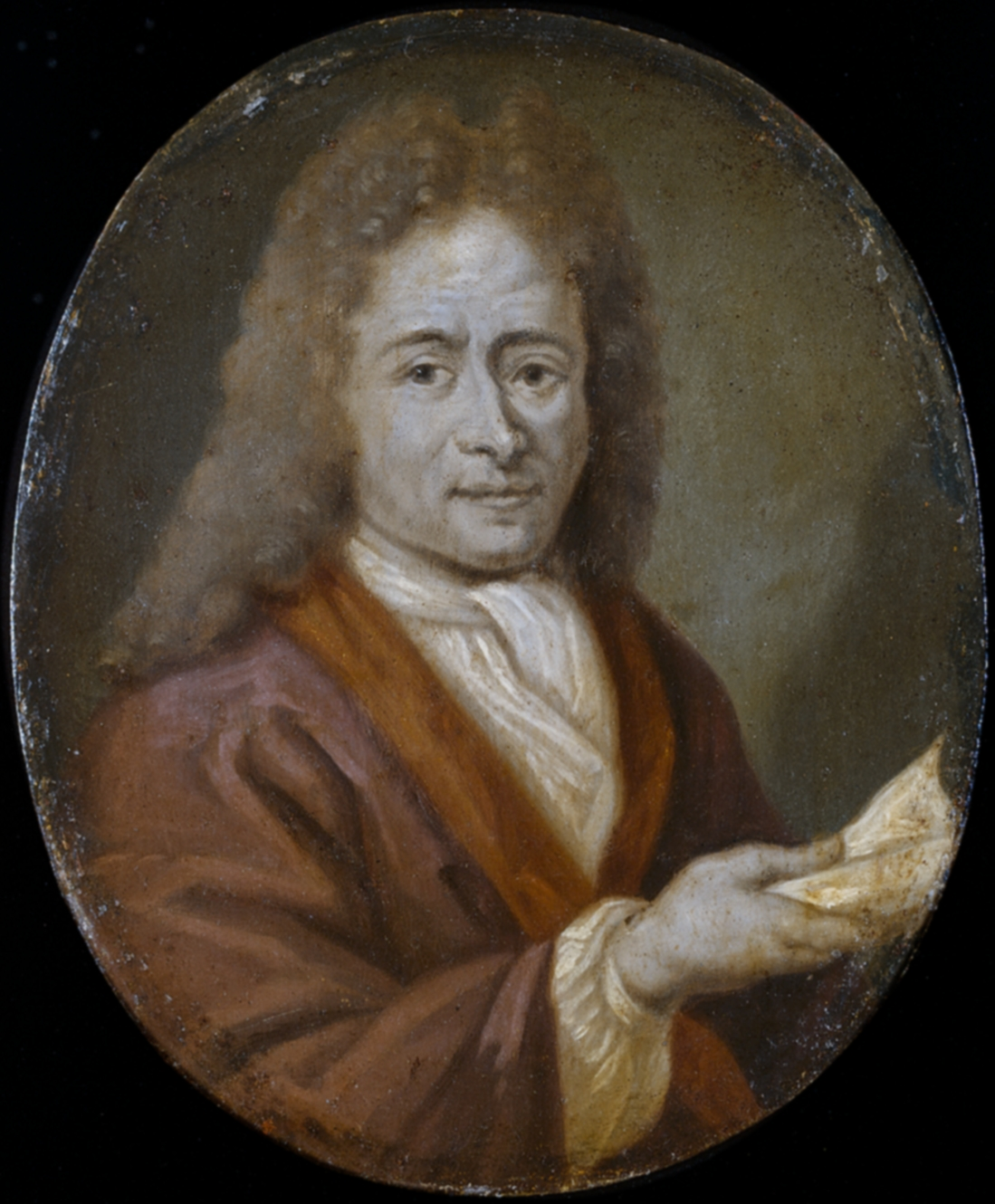
Portret van Christoffel Pierson door Arnoud van Halen (1673-1732), Rijksmuseum, Amsterdam

Christoffel Pierson (Den Haag, 19 februari 1631 – Gouda, 11 augustus 1714) was een Nederlandse kunstschilder en dichter. Hij was een zoon van Paulus Pierson, soldaat en schermmeester, en Anneke Abrahams. Hij was de oudgrootvader van de broers Allard, Hendrik en Nicolaas Gerard Pierson.

## Biografie
De ouders van Christoffel hadden een loopbaan in de koophandel voor hem bestemd en hij kreeg daarom een opleiding in die richting. Hij kreeg onder meer onderwijs in Latijn en Frans en ging werken op een kantoor. Zelf had hij veel meer belangstelling voor de schilderkunst en hij werd in 1650 een leerling van Bartholomeus Meyburg, een uit Maassluis afkomstige portret- en historieschilder.
Pierson verhuisde na enige jaren naar Schiedam en schilderde daar portretten, genrestukken en historische stukken. Op 28 januari 1652 trouwde hij met Maria Willems, waarna op 29 september van dat jaar zijn zoon Jacobus en op 9 november 1653 zijn dochter Anna werden geboren.
In 1653 maakte hij, met zijn leermeester Meyburg, een reis door Duitsland.
Daar ontmoetten zij de veldmaarschalk Wrangel, die ze van hemzelf en van enige andere legerofficieren portretten liet schilderen. De kwaliteit van deze portretten viel bij Wrangel zo in de smaak, dat hij hen aanbevelingsbrieven voor een vaste aanstelling aanbood om hofschilders van koningin Christina I van Zweden te worden. Zij namen dit aanbod niet aan en keerden weer terug naar Holland.
Van Schiedam verhuisde Pierson met zijn gezin naar Gouda en hij werd op 16 mei 1654 beëdigd als poorter. Voor de kost vervaardigde hij behangselschilderingen en allerlei genrestukken, zoals jachttaferelen, -geweren en vogelkooien. Daarin was hij zo bedreven, dat men meende deze voorwerpen echt aan de wand te zien hangen, (trompe-l'oeil). Tussen 1654 en 1666 stierven zes kinderen van het echtpaar Pierson, waaronder Anna, zijn oudste dochter.
Na de dood van zijn vrouw op 2 december 1679 ging hij in 1680 met zijn tweede vrouw, Joppina Hodenpijl, terug naar Schiedam, waar hij tot in 1691 bleef. Daar werd op 19 mei 1681 hun zoon Allard geboren, die de stamvader zou worden van het bekende koopmans-, predikanten- en bankiersgeslacht Pierson.
In 1687 stierf zijn tweede vrouw en in 1690 huwde hij voor de derde maal, nu met de dichteres Amarenthe Maria Paeuw uit Den Haag. Hij verhuisde op 4 augustus 1692 opnieuw naar Gouda, waar in 1710 zijn derde vrouw stierf en hij zelf op 11 augustus 1714 overleed.
Zijn portret, van de hand van Arnoud van Halen (1683-1732), is in het Rijksmuseum in Amsterdam te zien.

## Zijn werk
In Gouda werd hij belast met het toezicht op en het herstel van het gebrandschilderd glas in de St.-Janskerk van Gouda. Deze waren zeer kwetsbaar en waren al enkele malen ernstig beschadigd door stormen en hagelbuien. Als opvolger van de overleden Willem Tomberg kreeg hij in 1696 een contract van de kerkmeesters, waarbij hij als vaste glazenier van de St.-Janskerk werd aangesteld. Hij werd zelf ook een vaardig glasschilder. Om deze aanstelling te krijgen diende hij een grote mate van vaardigheid te hebben. Op 75-jarige leeftijd werd hij opgevolgd door een andere glazenier. Ook heeft hij tussen 1670 en 1680 de vermaarde geschilderde glazen op kleine schaal nagetekend.
Hij deed dit met zwarte inkt op kalfsperkament, een materiaal dat geleid heeft tot een goede conservering. Deze tekeningen waren bestemd om te worden gebruikt bij reparaties van de glazen. Het was dan niet nodig de originele "cartonstroken" van o.a. Dirck en Wouter Crabeth uit te rollen. Zij worden nog steeds, (evenals de cartons), in een depot in de kerk bewaard en gebruikt bij restauratiewerkzaamheden.

## Schilderijen

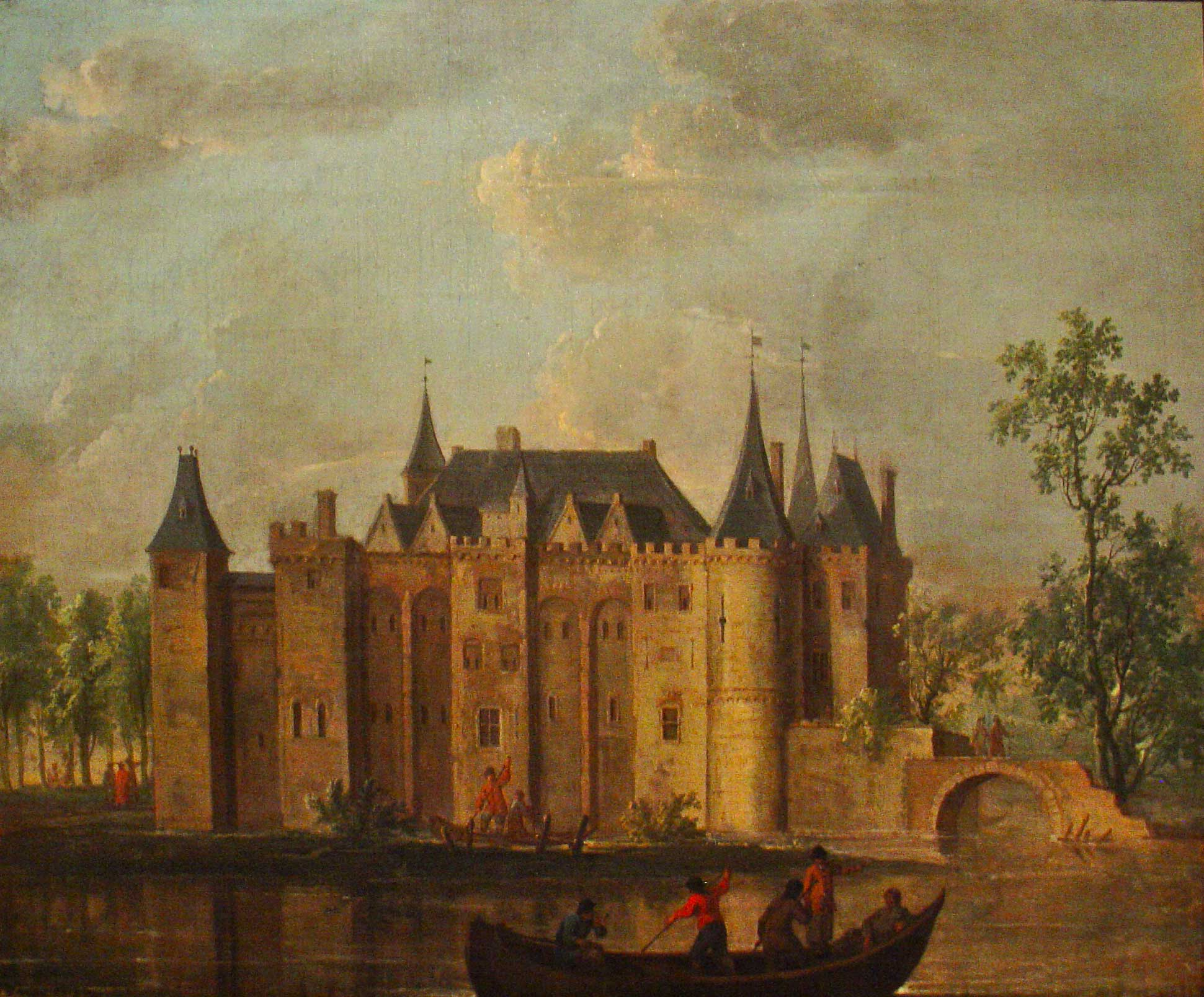
Het kasteel van Gouda door Christoffel Pierson

Enkele van zijn olieverfschilderijen zijn in het Frans Hals Museum in Haarlem en in het Germanisches Nationalmuseum in Neurenberg te vinden. Veel van zijn werk is in buitenlands bezit. In het Catharina Gasthuis in Gouda bevinden zich enkele schilderstukken, namelijk Een gezicht op Gouda en Een gezicht op het kasteel van Gouda, van rond 1684, beide vanaf de Hollandsche IJssel gezien.
Enkele van zijn schilderijen:
- Herbergtafereel van een man die een slapende vrouw verzorgt
- Portret van Admiraal Steel de Werff
- Portret van een jongen en zijn broer op de rug van een geit
- Twee spaniëls die aan de waterkant op een kikker jagen
- Stilleven van jachtattributen

## Gedichten en toneelstukken
Hij schreef (op latere leeftijd?) verschillende gedichten en toneelstukken:
- Mithridates, Koning van Pontus, 1678, treurspel
- De edelmoedige Laodice, Koningin van Armeniën, 1712, staatsspel
- Dagobert, Koning in Vrankrijk, 1714, hofspel

Hij maakte ook vertalingen van verschillende klassieke werken (van Ovidius, Vergilius en Juvenalis) en berijmde psalmteksten, ter vervanging van de kreupel bevonden berijming van Petrus Datheen:
- De versnaarde koningsharp of de honderd-en-vijftig psalmen des profeten Davids, na den text of naasten zin derzelver verkort en op de gewone zangwijzen gerijmt (Gouda: Kornelis Dyvoort, 1679).

### Gedicht van Christoffel Pierson
(ter gelegenheid van de bouw van het schavot met daaronder een korenbeurs bij het stadhuis van Gouda)
| Het gebouw spreekt |
| --- |
| Beneên verstrekt mijn kap voor Graanbeurs van der Gouw, En boven 't Schoutoneel van straf en naberouw Anders Voor 't leven strekt mijn dak, een korenbeurs beneên Van boven 't Schouwgebouw voor sterven en geween Anders Mijn grond is 't Korenhuis, voor 't leven opgestigt Waar boven 't Schouwburg staat, voor 't sterven na gerigt door: Christoffel Pierson (1631-1714) in 1697 |

## Trivia
- In Gouda is (in 1903) de Piersonweg naar hem vernoemd.